# Lawyers Alliance for World Security
Ne doit pas être confondu avec Lawyers Alliance for New York.
Lawyers Alliance for World Security (LAWS, en français l'alliance des avocats pour la sécurité mondiale) est une association fondée en 1992, à partir de l’Alliance des avocats pour le contrôle des armes nucléaires (Lawyers Alliance for Nuclear Arms Control), fondée en 1980. Elle a son siège à Washington, des sections à Boston, New York, Chicago et Philadelphie et a un bureau aux Nations unies. 
Lawyers Alliance for Nuclear Arms Control est une association à but non lucratif et non partisane organisée pour éduquer la profession juridique et le public américain sur les questions nucléaires et pour favoriser l’échange d’idées pour prévenir une guerre nucléaire.

## Prix
En 1994, elle attribue le World Security Annual Peace Award au 14e dalaï-lama qu'il reçoit le 27 avril de cette année à New York en présence de Leonard Marks (en) et de Richard Gere. Il prononce pour le New York Lawyers Alliance for World Security et le Council on Foreign Relations un discours à cette occasion sur les défis du XIXe siècle et l'avenir du Tibet auquel assiste le sénateur de Rhode Island Claiborne Pell. Ce dernier demande et obtient la reproduction du discours dans Congressional Record.